# Tom Scott (zenész)
Tom Scott (Los Angeles, 1948. május 19. –) amerikai dzsesszszaxofonos.

## Pályakép
50 év alatt közreműködött közel 500 lemezfelvételen olyan művészekkel, mint Barbra Streisand, Quincy Jones, Thelonious Monk, a Blues Brothers, Frank Sinatra, Aretha Franklin, Aerosmith, Joni Mitchell, Carole King, Paul McCartney, Rod Stewart, Whitney Houston.

## Lemezek
- The Honeysuckle Breeze (Impulse!, 1967)
- Rural Still Life (Impulse!, 1969)
- Hair to Jazz (Flying Dutchman, 1970)
- Paint Your Wagon (1971)
- Great Scott (A&M, 1972)
- New York Connection (Ode, 1975)
- Blow It Out (Ode, 1977)
- Intimate Strangers (Columbia, 1978)
- Street Beat (Columbia, 1979)
- Apple Juice (live) (Columbia, 1981)
- Desire (Elektra, 1982)
- Target (Atlantic, 1983)
- One Night – One Day (Ranwood, 1986)
- Streamlines (GRP, 1987)
- Flashpoint (GRP, 1988)
- Them Changes with The Pat Sajak Show house band (GRP, 1990)
- Keep This Love Alive (GRP, 1991)
- Born Again (GRP, 1992)
- Reed My Lips (GRP, 1994)
- Night Creatures (GRP, 1995)
- Toy Story 2 (soundtrack) (1999)
- New Found Freedom (Higher Octave, 2002)
- Bebop United (live) (MCG Jazz, 2006)
- Telling Stories with Paulette McWilliams (Reviver, 2012)

## Díjak
- 14 Grammy-díjra jelölésből a díjat háromszor el is nyerte: 1974 (Down To You), 1995 (All Blues),...